# Platina Chișinău
Platina Chișinău este o echipa de hochei pe gheață din Chișinău, Republica Moldova. Aceasta în prezent joacă în Divizia B a Ligii de Hochei Junior (CSI). 
„Platina” a fost fondată în 2010 și a participat la Liga Națională de hochei U18 (România) în sezonul 2010-11, câștigând campionatul, după ce a învins HSC Csíkszereda în ultimul joc.
Pentru sezonul 2011-12, Platina s-a alăturat, iarăși, Ligii Naționale de hochei. Echipa a învins HSC Csíkszereda în primul lor joc cu 9-4, dar a trebuit să renunțe la al doilea meci, de asemenea, împotriva HSC Csíkszereda, ca urmare a faptului că nu avea numărul minim de jucători disponibili pentru a juca. O încăierare a avut loc în al treilea joc, o victorie de 9-2 din nou împotriva HSC Csíkszereda, toți jucătorii implicați fiind suspendați. După pierderea următoarelor două jocuri împotriva CS Progym Gheorgheni, Platina s-a retras din ligă.
Clubul a intrat în Divizia B a Ligii de Hochei Junior pentru sezonul 2012-13. Echipa a terminat pe ultimul loc în Divizia de Nord-Vest, înregistrând doar trei puncte după ce a pierdut 38 din cele 40 de jocuri.